# Judah Alkalai

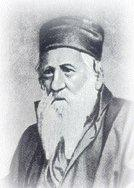
Judah Alkalai

Judah Alkalai (auch Juda Alkalay, Jehuda ben Schelomo Chai oder Haj Alkalai; geboren 1798 in Sarajevo; gestorben 1878 in Jerusalem) war längere Zeit Rabbiner in Semlin und ein früher Vorläufer des modernen, politischen Zionismus.

## Leben
Alkalai wuchs in Jerusalem auf, kam als junger Mann nach Semlin und war von der Überzeugung durchdrungen, die Juden sollten nicht auf den Messias warten, der sie nach Palästina zurückführen werde, sondern selbst aktiv werden und alle Anstrengungen unternehmen, um dorthin zu kommen und sich dort anzusiedeln.
1844 bekämpfte er die Beschlüsse der deutschen Rabbinerversammlung, die Erinnerung und Ausrichtung nach Zion aus den Gebeten zu tilgen, und gründete auch zur Verwirklichung seiner nationalen Idee Palästina-Kolonisationsvereine.
Den traditionellen Begriff Teschuwa deutete er erstmals um: nicht als Rückkehr zu religiöser Observanz, sondern als Rückkehr nach Eretz Israel und zugleich als Erlösung der Juden und Lösung des Judenproblems in Europa und der Diaspora überhaupt. Der Zehnte sollte wieder eingeführt werden, um das große Siedlungswerk finanzieren zu helfen, ein jüdischer Ältestenrat als jüdisches Parlament sollte errichtet, die hebräische Sprache wiederbelebt und eine jüdische Armee aufgebaut werden.
In diesem Sinne war er sein Leben lang publizistisch aktiv, veröffentlichte eine Vielzahl von Zeitungsartikeln und Broschüren (z. B. Goral ladonaj, 1857) und reiste dafür werbend durch westeuropäische Länder.
In orthodoxen Kreisen riefen seine Ideen und Aktivitäten großen Widerstand hervor.